# Mistrzostwa Świata w Półmaratonie 2012
18. Mistrzostwa Świata w Półmaratonie – zawody lekkoatletyczne, które odbyły się 6 października 2012 w Kawarnie na bułgarskim wybrzeżu Morza Czarnego. Organizatora zawodów IAAF wybrał na spotkaniu w Kijowie w sierpniu 2010 roku. Bułgaria drugi raz w historii gościła zawody o randze mistrzostw świata IAAF  – poprzednio w 1990 roku w Płowdiwie odbyły się mistrzostw świata juniorów. Próbą generalną przed zawodami były rozegrane na trasie mistrzostw globu 1 września 2012 1. Mistrzostwa Krajów Bałkańskich w Półmaratonie.

## Rezultaty

### Mężczyźni
| Konkurencja:              | 1. miejsce                                          | Rezultat | 2. miejsce                                                  | Rezultat | 3. miejsce                                               | Rezultat |
| Indywidualnie (szczegóły) | Zersenay Tadese                                     | 1:00:19  | Deressa Chimsa                                              | 1:00:51  | John Mwangangi                                           | 1:01:01  |
| Drużynowo (szczegóły)     | Kenia · John Mwangangi · Pius Kirop · Stephen Kibet | 3:03:52  | Erytrea · Zersenay Tadese · Tewelde Estifanos · Kiflom Sium | 3:04:41  | Etiopia · Deressa Chimsa · Belay Assefa · Habtamu Assefa | 3:05:43  |

### Kobiety
| Konkurencja:              | 1. miejsce                                                         | Rezultat | 2. miejsce                                                        | Rezultat | 3. miejsce                                     | Rezultat |
| Indywidualnie (szczegóły) | Meseret Hailu Debele                                               | 1:08:55  | Feyse Tadese                                                      | 1:08:56  | Pasalia Kipkoech                               | 1:09:04  |
| Drużynowo (szczegóły)     | Etiopia · Meseret Hailu Debele · Feyse Tadese · Emebet Itaa Bedada | 3:27:52  | Kenia · Pasalia Kipkoech · Lydia Cheromei · Pauline Njeri Kahenya | 3:28:39  | Japonia · Tomomi Tanaka · Mai Itō · Asami Katō | 3:34:45  |

## Klasyfikacja medalowa
| Miejsce | Reprezentacja | Złoto | Srebro | Brąz | Razem |
| 1.      | Etiopia       | 2     | 2      | 1    | 5     |
| 2.      | Kenia         | 1     | 1      | 2    | 4     |
| 3.      | Erytrea       | 1     | 1      | 0    | 2     |
| 4.      | Japonia       | 0     | 0      | 1    | 1     |